# B.o.B Presents: The Adventures of Bobby Ray
B.o.B Presents: The Adventures of Bobby Ray è l'album di debutto del rapper statunitense B.o.B, pubblicato il 27 aprile 2010 dall'etichetta discografica Grand Hustle Records. La produzione dell'album è durata dal 2008 al 2010, ed ha visto impegnati B.o.B, Crada, Dr. Luke, The Smeezingtons, Jim Jonsin, Lil' C, Alex da Kid, Polow da Don e DJ Frank E.
L'album ha debuttato alla prima posizione della classifica Billboard 200 vendendo 84 000 copie nella sua prima settimana. Dall'album sono stati estratti sei singoli: Nothin' on You, Airplanes, Magic, Bet I, Don't Let Me Fall e I'll Be in the Sky.

## Tracce
1. Don't Let Me Fall – 4:35
2. Nothin' on You (feat. Bruno Mars) – 4:29
3. Past My Shades (feat. Lupe Fiasco) – 3:33
4. Airplanes (feat. Hayley Williams) – 3:01
5. Bet I (feat. T.I. & Playboy Tre) – 4:17
6. Ghost in the Machine – 4:53
7. The Kids (feat. Janelle Monáe) – 3:26
8. Magic (feat. Rivers Cuomo) – 3:16
9. Fame – 3:41
10. Lovelier Than You – 4:04
11. 5th Dimension (feat. Ricco Barrino) – 3:23
12. Airplanes, Part II (feat. Eminem & Hayley Williams) – 5:19

iTunes Deluxe Edition bonus tracks
1. Letters from Vietnam – 4:13
2. I See Ya – 3:18
3. B.o.B interview – 30:10
4. Nothin' on You (feat. Bruno Mars) (Video) – 3:37

### Edizione extra 2011
1. Don't Let Me Fall – 4:35
2. Nothin' on You (feat. Bruno Mars) – 4:29
3. Past My Shades (feat. Lupe Fiasco) – 3:33
4. Airplanes (feat. Hayley Williams) – 3:01
5. Bet I (feat. T.I. & Playboy Tre) – 4:17
6. Ghost in the Machine – 4:53
7. I'll Be in the Sky – 4:58
8. The Kids (feat. Janelle Monáe) – 3:26
9. Magic (feat. Rivers Cuomo) – 3:16
10. Fame – 3:41
11. Lovelier Than You – 4:04
12. 5th Dimension (feat. Ricco Barrino) – 3:23
13. Airplanes, Part II (feat. Eminem & Hayley Williams) – 5:19

## Classifiche
| Classifica (2010)               | Posizione più alta |
| ------------------------------- | ------------------ |
| Australia                       | 42                 |
| Canada                          | 7                  |
| Nuova Zelanda                   | 23                 |
| US Billboard 200                | 1                  |
| US Billboard R&B/Hip-Hop Albums | 1                  |
| US Billboard Top Rap Albums     | 1                  |